# Chiến tranh Silesia
Chiến tranh Silesia là một loạt các chiến tranh giữa Phổ và Áo từ năm 1740, đến năm 1763, để tranh giành quyền sở hữu Schlesien (Silesia) mở đầu với việc vua Phổ là Friedrich II của Phổ tiến công sau khi vua Áo Karl VI qua đời và Maria Theresia lên kế ngôi.
Cuộc chiến đầu tiên (1740-1742) và cuộc chiến thứ hai (1744-1745) đã rơi vào thời kỳ Chiến tranh Kế vị Áo (1740-1748) và biểu thị cho sự cam kết của nước Phổ trong cuộc tranh chấp này. Chiến tranh Schlesien thứ ba thường được gọi là Chiến tranh Bảy năm (1756-1763).
Kết quả của cuộc chiến Schlesien thứ nhất, quân Phổ chiến thắng được phần lớn của Schlesien và công quốc Glatz của Bohemia. Sở hữu này đã được khẳng định trong các điều ước hòa bình năm 1745 và 1763.

## Chiến tranh Silesia lần thứ nhất
Hoàng đế Karl VI chết cùng năm với vua Friedrich Wilhelm I. Ngày 13 tháng 12 năm ấy, vua Phổ bắt đầu ra quân. Mặt khác, nhà vua cũng gửi thư đến kinh thành Viên, đề nghị Nữ hoàng Maria Theresia nhượng xứ Silesia cho ông; đổi lại, ông và ba quân sẽ liên minh với bà, bãi bỏ đề nghị kế vị một số Công quốc, hay đưa phu quân của bà là Frank lên ngôi Hoàng đế La Mã Thần thánh, v.v... Đến ngày 13 tháng 12 năm 1740, thấy gần như không có hồi âm, vua Phổ sẵn sàng ra quân, tiến chiếm Silesia. Thay vì nhượng vùng đất này cho ông, nữ hoàng Maria Theresia quyết định chiến đấu với vua Phổ để bảo vệ Silesia - một "viên ngọc của Hoàng gia Áo".

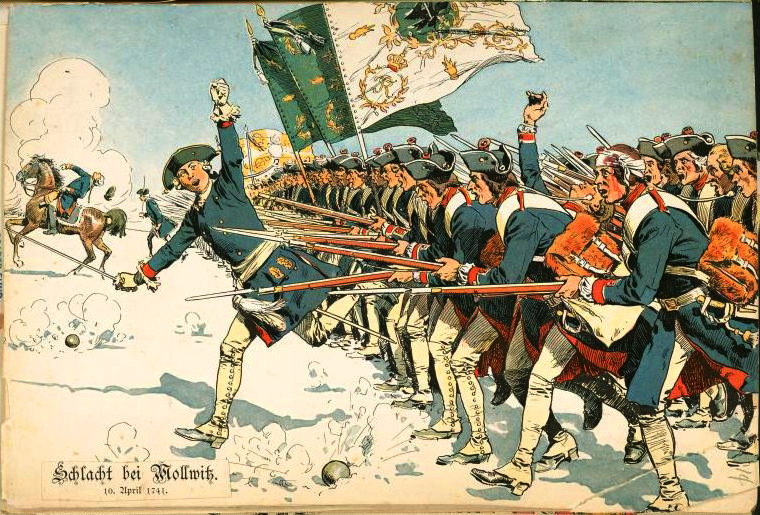
Quân đội Phổ trong trận thắng Mollwitz (1741).

Mùa xuân năm 1741, Glogau thất thủ. Ông lại xua 23.400 quân Phổ tiến đánh quân Áo của Bá tước Neuperg người Hungary trong trận chiến Mollwitz vào ngày 10 tháng 4 năm ấy. Mở đầu trận đánh, cánh phải của Quân đội Phổ bị Kỵ binh Áo đánh đuổi khỏi bãi chiến trường. Vua Friedrich II thân chinh thống lĩnh cánh phải, và người ta khuyên ông nên rời khỏi trận chiến.
Đây là lần đầu duy nhất ông phải rời khỏi trận chiến trước khi Quân đội Phổ thật sự bị đánh bại. Sau khi ông rút lui, Bộ binh Phổ đã kháng cự nhiều đợt tấn công của Kỵ binh và Bộ binh Áo, để rồi trận Mollwitz kết thúc với chiến bại của Quân đội Áo. Tướng Schwerin đã cứu Quân đội Phổ thoát khỏi tình thế nguy kịch. Về sau, Quốc vương Phổ cho rằng: 
| “                  | Mollwitz là ngôi trường của Trẫm. | ” |
| — Friedrich Đại đế |                                   |   |

Chiến thắng Mollwitz cho thấy sự trỗi dậy của một cường quốc non trẻ. Sau trận thắng này, Quân đội Phổ chiếm lấy các vùng Britz và Neisse. Cả châu Âu trở nên bất ngờ trước sự táo bạo của vị "vua - triết gia" Friedrich II. Ông đã chiếm được toàn bộ miền Hạ Silesia (phía tây bắc Silesia).
Bước sang năm sau (1742), ông cùng 28.000 binh sĩ và 88 khẩu thần công lại đánh thắng quân Áo của Vương công Charles xứ Lorraine trong trận chiến tại Chotusitz (Czaslau), tại Vương quốc Bohemia. Đây là một trận chiến dai dẳng và tàn khốc, có lúc Quân đội Áo tưởng như sẽ chiến thắng. Tuy nhiên, với tinh thần bất khuất và kỷ luật cao của Quân đội Phổ đã giúp họ giành thế thượng phong, để rồi giành chiến thắng oanh liệt trước đối phương. Đại đế Friedrich II chiếm luôn vùng Thượng Silesia nằm ở phía đông tây tỉnh Silesia; tỉnh Silesia (ngoại trừ phần Silesia thuộc Áo) đã rơi vào tay nhà vua nước Phổ. Trong số các tù binh Áo sau trận thắng Chotusitz có viên tướng tên Pallandt, bị thương nặng, được nhà vua thường xuyên thăm hỏi. Một hôm, Tướng Pallant nói với ông:
| “ | Muôn tâu Đức Vua, xem ra Người và Nữ hoàng quyền quý của Hạ thần sẽ thua bọn Pháp, thật ra bọn chúng hại Đức Vua đấy. | ” |

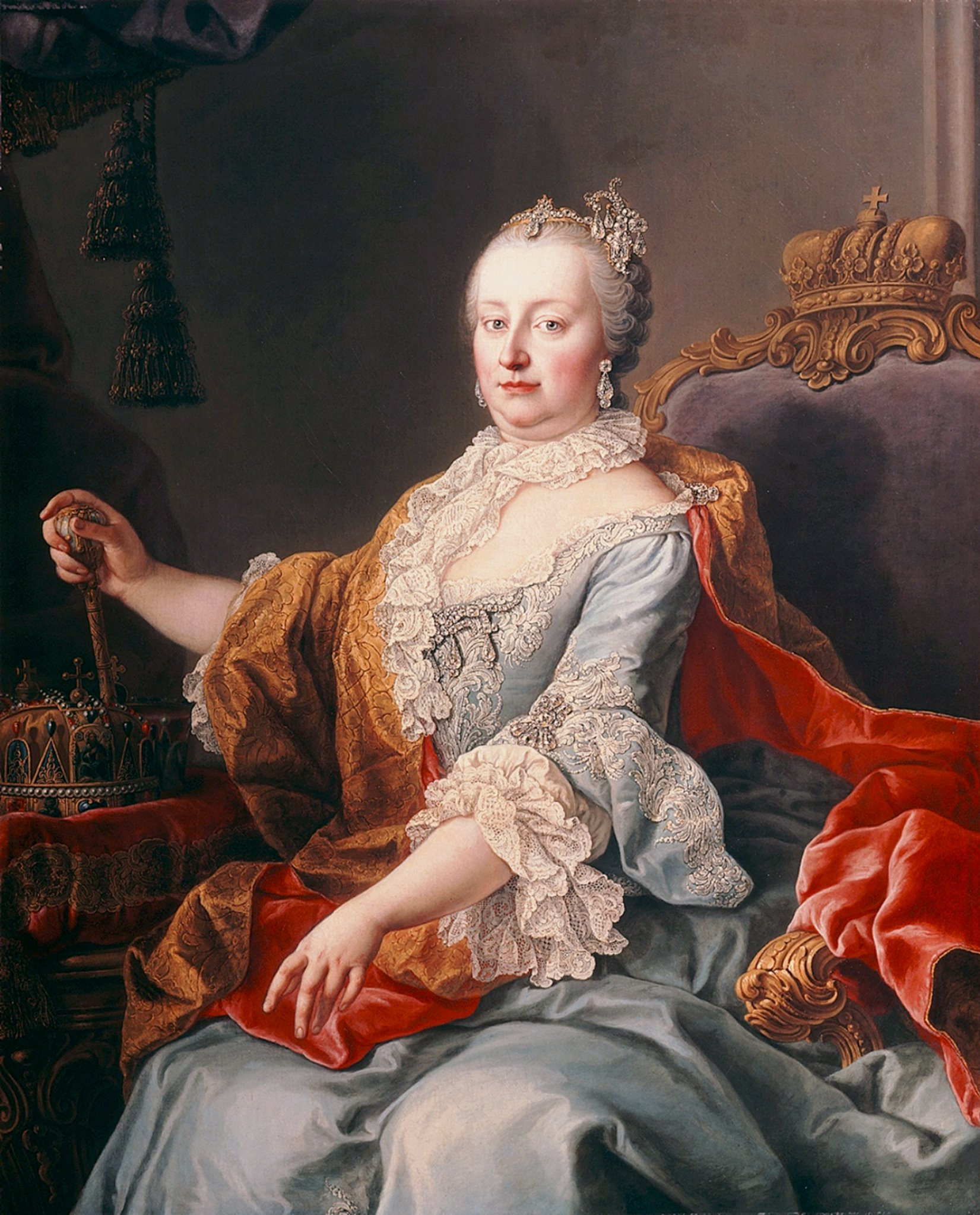
Nữ hoàng Áo Maria Theresia.

Nghe vậy, ông hỏi Pallant có ngụ ý gì? Vị tướng ấy bèn đưa cho ông lá thư Thủ tướng Pháp - Hồng y Fleury gửi cho Nữ hoàng Maria Theresia, đề nghị ký kết một Hòa ước riêng biệt mà không nhường cho nước Phổ một quyền lợi nào cả; và ông đã đọc bức thư này. Sau chiến thắng Chotusitz, cả quân Phổ và quân Áo đều mong muốn lập lại hòa bình. Cuối cùng, với sự thuyết phục của Đại sứ Anh Quốc, Maria Theresia phải đồng ý giảng hòa với Vương quốc Phổ. Hòa ước Breslau được ký kết ngày 11 tháng 6 năm 1742 quy định: người Phổ nhận được vùng Silesia từ Đế quốc Áo, đổi lại nước Phổ cũng phải gánh món nợ 1,7 triệu đồng Thalers của Áo.
Trong cuộc chiến tranh Silesia lần thứ nhất, các nước Tây Ban Nha, Sachsen, Bayern và Pháp liên minh với Quốc vương Friedrich II trong khi Vương quốc Anh và Hà Lan lại liên minh với Đế quốc Áo, quân Anh tấn công quân Tây Ban Nha và quân Pháp trên các vùng biển. Tuyển hầu tước Charles Albert của Bayern được bầu làm Hoàng đế La Mã Thần thánh - tức Karl VII. Vào năm 1743, Triều đình Friedrich II đã thiết lập một liên minh phòng thủ với Triều đình Elizaveta Petrovna của Đế quốc Nga. Có lần, ông nói:
| “                  | Ngoại giao mà thiếu đi vũ trang giống như âm nhạc thiếu đi nhạc cụ. | ” |
| — Friedrich Đại đế |                                                                     |   |

Tuy nhiên, đến năm 1745, thấy quân Phổ liên tục đánh thắng quân Áo, Thủ tướng Nga là Bestuzhev đã thuyết phục Nữ hoàng Elizaveta Petrovna lo sợ trước sự trỗi dậy của Phổ. Bà thiết lập liên minh với người đồng cấp Áo - Maria Theresia vào năm 1746. Nhà vua nước Phổ đã bịa ra những bài thơ trào phúng về hai vị nữ hoàng này, và trở nên thích thú những lời đùa cợt tục tĩu làm mất uy tín của họ. Là một kình địch của ông, nữ hoàng Áo Maria Theresia cũng căm ghét thói quen châm biếm của ông. Có lần, bà gọi nhà chinh phạt vùng Silesia là "một tên khốn kiếp". Bà còn tuyên bố mình không tiếc gì lắm cho cái xứ Silesia bị mất về tay một thằng khốn như thế.

## Chiến tranh Silesia lần thứ hai
Maria Theresia - bấy giờ là Nữ hoàng Hungary, Bohemia và Đại Công nương Áo - đã nhân cơ hội hưu chiến để chỉnh đốn nội tình. Bà nhượng bộ nhiều quyền lợi chính trị cho giới quý tộc các xứ Tiệp Khắc và Hungary để tranh thủ sự ủng hộ của họ, đồng thời về mặt ngoại giao lôi kéo đế quốc Anh, Nga và cả một đồng minh cũ của nước Phổ là Tuyển hầu tước xứ Sachsen về phía mình.
Hai năm sau khi Hiệp ước Breslau được ký kết, quân của Maria Theresia liên tục giành thắng lợi. Trước tình cảnh đó, Triều đình Friedrich II lo ngại rằng Maria Theresia cùng những đạo quân chiến thắng của bà sẽ gây chiến với ông, để giành lại tỉnh Silesia. Ông tìm cách thành lập một liên minh các Vương hầu người Đức để chống lại đế quốc Áo, và giữ ngôi Hoàng đế của Karl VII.
Nhưng ông không tuyên chiến với người Áo. Ông chỉ tuyên bố rằng ông sẽ giúp đỡ Karl VII đối đầu với quân Áo và bảo vệ ngôi Hoàng đế của Karl VII. Ông thân chinh mang 8 vạn đại quân đè bẹp xứ Sachsen và tiến đánh xứ Bohemia vào ngày 17 tháng 8 năm 1744, phá vỡ Hiệp ước Breslau và mở đầu cuộc chiến tranh Silesia lần thứ hai.
Đến ngày 4 tháng 9 năm đó, ông hiện ra ở phía trước cổng thành Praha, đến ngày 16 tháng 9 quân trong thành Praha đầu hàng. Ông còn đe dọa đến sự tồn vong của kinh thành Viên nước Áo. Nhưng, trong những lần giao chiến sau đó, lợi thế nghiêng về quân Áo, quân Phổ phải bỏ thành Praha và rút về tỉnh Silesia. Quốc vương Friedrich II rất ngưỡng mộ viên tướng Traun của Áo. Theo ông, chiến dịch vừa qua là ngôi trường dạy binh pháp, còn Traun là thầy của ông.
Hoàng đế Karl VII qua đời vào năm 1745, xứ Bayern rút khỏi chiến tranh, tuy nhiên, quân Pháp đánh thắng quân Anh trong trận chiến Fontenoy. Cùng năm, Vương công Charles xứ Lorraine thống lĩnh liên quân Áo-Sachsen vượt núi Sudeten tiến đánh Silesia giữa Hohenfriedberg là Pilgramshian, tin chắc là sẽ đánh bại quân Phổ. Tuy nhiên, trái ngược với dự tính của đối phương, Quốc vương Friedrich II đã phát động cuộc tấn công họ. Hai bên gặp nhau trong trận chiến Hohenfriedberg (gần Liegnitz) vào ngày 4 tháng 6 năm 1745. Trong khi Vương công Charles cầm đầu 85.000 quân, nhà vua chỉ thống lĩnh 58.000 quân. Thế mà quân Phổ đã tiêu diệt được 1/4 quân của Vương công Charles, cướp được 66 khẩu thần công cùng 700 tù binh từ phía đối phương.
Trận đánh này được gọi là "một loạt cuộc giao chiến lẻ tẻ", do các phần của Quân đội Phổ không kết hợp với nhau mà tấn công kẻ thù. Trong trận này, do liên quân Áo-Sachsen không thể giúp đỡ lẫn nhau, họ đã tạo điều kiện cho quân Phổ sửa sai, và giành chiến thắng vẻ vang, đưa trận thắng Hohenfriedberg trở thành một trong những cuộc hành quân vĩ đại nhất của người Đức. Theo nhiều nhà sử học, trận đánh Hohenfriedberg là chiến thắng vĩ đại nhất của ông. Sau trận thắng Hohenfriedberg, nhà vua ôm chầm lấy Sứ thần nước Pháp và nói:
| “ | Ái khanh ơi, ngày hôm nay Trẫm luôn được Thiên Chúa phù hộ độ trì. | ” |

Trong thư gửi cho mẫu hậu, nhà vua xem trận này là "một chiến thắng quyết định chưa từng có kể từ trận thắng Blenheim". Chiến thắng Hohenfriedberg đã mang lợi niềm hy vọng thắng lợi cho Quân đội Phổ. Nhà vua tin chắc rằng Nữ hoàng Maria Theresia sẽ tái lập hoà bình, trong thư gửi cho Thủ tướng Phổ Podewils, ông cho rằng "trái tim sắt đá của pharaon hẳn đã dịu đi". Tuy nhiên, dù ông lao đầu vào nghệ thuật trong thời gian này, ít lâu sau nhà vua lại thiết triều. Việc lập lại hòa bình là không dễ: Quân đội Áo không hoàn toàn suy sụp, họ rút về có thủ ở Vương quốc Bohemia (Tiệp Khắc). Sau đó, ông cất quân chinh phạt xứ Bohemia, nhưng lại bị đánh bật. Trên đường rút từ Bohemia về Silesia, 22.500 quân của ông lại giao tranh với Vương công Charles Alexander xứ Lorraine trong trận chiến Soor. Trận đánh ấy diễn ra vào ngày 29 tháng 9 năm 1745, Vương công Charles Alexander có 39.000 quân Áo. Tuy gọi là "trận Soor" nhưng trận chiến này diễn ra gần Burkesdorf. Quân đội Áo đã vượt qua Soor để chiếm lấy những ngọn đồi quanh Burkesdorf.
Vua Friedrich II tìm cách chiếm lấy đồi Graner-Koppe từ tay Vương công Charles, tại đây quân ông gặp phải những khẩu súng thần công của kẻ thù. Một lần nữa, Quân đội Phổ giành chiến thắng. Trong khi quân Phổ mất 3.900 binh sĩ, đối phương mất đến 7.400 quân, bao gồm những binh sĩ bại trận tử vong, bị bắt, bị thương hay bị mất tích. Và, một trong những tù binh Phổ của Quân đội Áo trong trận chiến Soor lại chính là con chó Biche của nhà vua. Sau trận đánh, ông hết lời khen ngợi các binh sĩ.

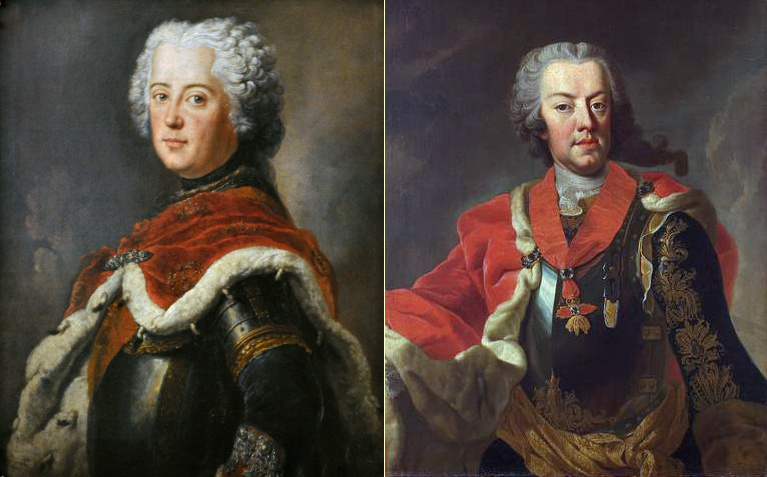
Quốc vương Friedrich II và Vương công Charles xứ Lorraine.

Nhưng chiến thắng Soor không làm cho Maria Theresia thay đổi ý định, dù người Anh đã cảnh cáo rằng: nếu Nữ hoàng cứ cứng đầu không ký hòa ước với Phổ, Anh Quốc sẽ không còn giúp bà nữa. Chính phủ Anh Quốc vốn đã bí mật ký kết Hoà ước Hanover với vua Friedrich II vào ngày 30 tháng 8 năm 1745, tôn trọng Hiệp ước Breslau và chủ quyền của ông tại Silesia, không lâu sau trận thắng Hohenfriedberg. Quân Áo xâm lược Silesia, ông tiếp tục xua quân đánh tan đối phương tại Hennersdorf vào ngày 23 tháng 11, quân Áo mất đến 2000 binh sĩ, trong số đó có 1.000 tù binh. Sau trận thắng này, ông lại đánh bại quân Áo vào ngày 24 tháng 11 tại Görlitz.
Vào tháng 12 năm 1745, nhà vua nước Phổ đã tiến hành chinh phạt xứ Sachsen bằng hai đạo quân, để buộc Nữ hoàng Áo phải đàm phán hòa bình và ngăn ngừa dự định phản công của liên quân Áo-Sachsen sau này. Ngày 15 tháng 12 năm đó, dưới sự chỉ huy của một cận thần triều vua Friedrich II - Vương công Leopold I xứ Anhalt-Dessau ("Cụ Dessauer"), 32.000 quân Phổ giành chiến thắng quyết định trước Thống chế Rustowski và liên quân Áo-Sachsen tại Kesselsdorf. Trong trận chiến này, 3810 quân Sachsen bị thương hoặc tử trận, 6700 Sachsen quân bị bắt làm tù binh. Về phía mình, Phổ chịu mất mát 5.000 quân, trong số đó có 1700 binh sĩ tử trận.
Trong chiến dịch năm 1745, trận chiến Kesselsdorf cùng các trận Hohenfriedberg và Fontenoy trở thành ba chiến thắng vĩ đại nhất trong thời kỳ Chiến tranh Kế vị Áo. Nhờ có chiến thắng Kesselsdorf, vào ngày 18 tháng 5 năm 1745, thành Dresden thất thủ, vua Friedrich II cũng trở thành bá chủ của Lãnh địa Tuyển hầu tước xứ Sachsen, bắt họ phải triều cống cho mình. Nước Áo thất bại, ông buộc triều đình Áo phải tôn trọng triệt để những điều khoản được ký kết trước đây.
Hiệp ước Dresden được ký kết vào ngày 25 tháng 12 năm 1745, giữa Vua nước Phổ, Nữ hoàng xứ Hungary và Tuyển hầu tước xứ Sachsen. Theo đó, triều đình Áo công nhận quyền cai quản của Phổ tại Silesia và quận Glatz, đổi lại Vương quốc Phổ thừa nhận chồng của Maria Theresia - Franz I - là Hoàng đế La Mã Thần thánh.
Vua Phổ cũng công nhận Maria Theresia làm nữ hoàng xứ Bohemia. Tuyển hầu tước xứ Sachsen được ông trả lại mọi lãnh thổ bị chiếm đóng, còn Sachsen phải cống nạp cho ông một triệu đồng Reichsthaler. Ngày 18 tháng 10 năm 1748, Hiệp ước Aix-le-Chapelle được ký kết, theo đó các lãnh thổ bị chiếm đóng trong chiến tranh trở về vị trí cũ, nhưng Quốc vương Friedrich II vẫn nắm giữ guyền cai quản tỉnh Silesia.